# Fredric Landelius
Per Fredric Landelius (* 8. Oktober 1884 in Eksjö; † 2. September 1931 in Borås) war ein schwedischer Sportschütze.

## Erfolge
Fredric Landelius nahm an den Olympischen Spielen 1920 in Antwerpen und 1924 in Paris teil. Mit der Trapmannschaft gewann er 1920 die Bronzemedaille: gemeinsam mit Per Kinde, Erik Lundqvist, Erik Sökjer-Petersén, Alfred Swahn und Karl Richter wurde er hinter den US-Amerikanern und den Belgiern Dritter. Nach einem sechsten Platz im Einzelschuss auf den Laufenden Hirsch gewann er zudem die Silbermedaille in der Einzelkonkurrenz des Doppelschusses hinter Ole Lilloe-Olsen und vor Einar Liberg. Auch in der Mannschaftskonkurrenz sicherte er sich an der Seite von Edward Benedicks, Bengt Lagercrantz, Alfred Swahn und Oscar Swahn im Doppelschuss die Silbermedaille. Vier Jahre darauf blieb er im Trap ohne Medaille, als er mit der Mannschaft als Vierter knapp das Podium verpasste. Die Einzelkonkurrenz schloss er auf dem 14. Platz ab. Auf den Laufenden Hirsch erreichte er in den Einzelwettbewerben im Einzelschuss den 17. Platz sowie im Doppelschuss den vierten Platz. In den beiden Mannschaftswettkämpfen folgten jeweils Medaillengewinne. Im Einzelschuss sicherte er sich mit Otto Hultberg, Mauritz Johansson und Alfred Swahn Silber, im Doppelschuss mit Axel Ekblom, Mauritz Johansson und Alfred Swahn Bronze.
1929 wurde Landelius in Stockholm Vizeweltmeister in der Trap-Einzelkonkurrenz. Bereits zwei Jahre zuvor hatte er die Europameisterschaft in dieser Disziplin gewonnen. Auf den Laufenden Hirsch gewann er 1929 zudem mit der Mannschaft Silber im Doppelschuss und wurde Weltmeister im Einzelschuss. Insgesamt sechsmal wurde er in verschiedenen Disziplinen schwedischer Meister.